# Bivès
Bivès ist eine französische Gemeinde mit 119 Einwohnern (Stand 1. Januar 2022) im Département Gers in der Region Okzitanien (vor 2016: Midi-Pyrénées). Die Gemeinde gehört zum Arrondissement Condom und zum Kanton Fleurance-Lomagne.
Die Einwohner werden Bivèsiens und Bivèsiennes genannt.

## Geographie
Bivès liegt circa zwölf Kilometer östlich von Condom in der historischen Provinz Armagnac am nordwestlichen Rand des Départements.
Umgeben wird Bivès von den sieben Nachbargemeinden:
| Saint-Léonard | Tournecoupe                                 |           |
| Cadeilhan     | Kompassrose, die auf Nachbargemeinden zeigt | Estramiac |
| Bajonnette    | Monfort                                     | Homps     |

Bivès liegt im Einzugsgebiet des Flusses Garonne.
Der Arrats, einer seiner Nebenflüsse, fließt an der nordöstlichen Gemeindegrenze entlang. Der Ruisseau de Muras und der Ruisseau de Napard sind Nebenflüsse des Arrats und entspringen auf dem Gebiet der Gemeinde.
Ebenso entspringt der Ruisseau de Saudroue, ein Nebenfluss des Ruisseau du Gélon, in Bivès.

## Geschichte
Das Dorf war vor der Mitte des 13. Jahrhunderts ein sogenannter Castelnau. Ein Castelnau (deutsch Neuburg, okzitanisch castèl nòu, im Vulgärlatein castellum novum) ist ein Dorf oder eine Stadt, die im Mittelalter in der Nähe einer Burg gegründet wurde. So war der Ort mit einer Mauer, einem Tor und einer nach Westen entstehenden Vorstadt versehen. Die Ausdehnung der umfriedeten Parzelle betrug wahrscheinlich 80 × 100 Meter rund um die heutige Kirche. Drei Grundherrenfamilien übten im Jahre 1283 die Gerichtsbarkeit aus. Die Kirche wurde im 17. Jahrhundert errichtet und besitzt einige Überbleibsel eines Gebäudes aus dem ausgehenden Mittelalter. Heute gibt es keine weiteren Spuren aus dieser Zeit in der Gemeinde.

### Einwohnerentwicklung
Nach Beginn der Aufzeichnungen stieg die Einwohnerzahl bis zur ersten Hälfte des 19. Jahrhunderts auf einen Höchststand von rund 550. In der Folgezeit sank die Größe der Gemeinde bei zwischenzeitlichen Erholungsphasen bis zu den 1990er Jahren auf 130 Einwohner, bevor sie sich auf diesem Niveau stabilisierte.
| Jahr                       | 1962 | 1968 | 1975 | 1982 | 1990 | 1999 | 2006 | 2011 | 2020 |
| Einwohner                  | 193  | 170  | 147  | 133  | 125  | 130  | 131  | 129  | 134  |
| Quellen: Cassini und INSEE |      |      |      |      |      |      |      |      |      |

## Sehenswürdigkeiten

### Pfarrkirche Saint-André
Die heutige Sakristei der Kirche mit einem Tonnengewölbe könnte ursprünglich eine Kapelle aus dem 12. Jahrhundert sein. Aufgrund der Angabe der Jahreszahl 1612 ist davon auszugehen, dass Langhaus, Chor und Glockengiebel zu Beginn des 17. Jahrhunderts entstanden. Gemäß einer weiteren Inschrift wurde das Gebäude im Jahre 1853 restauriert.

### Kapelle Notre-Dame-des-Neiges
Das Gebäude wurde vermutlich im 11. Jahrhundert aus kleinem Mauerwerksverband von Bruchsteinen errichtet. Die westliche Wand aus regelmäßigem Mauerwerksverband mit ihrem Glockengiebel und der südliche Eingang wurden wahrscheinlich im 13. Jahrhundert gebaut. Die Apsis hat eine halbrunde Form. Die Außenwände sind teilweise verputzt, das Dach ist mit Hohlziegeln gedeckt.

### Schloss
Die Ursprünge gehen vermutlich auf das 13. Jahrhundert zurück. Vom Jahre 1582 an wurde das Wohngebäude verändert und ein Treppenturm hinzugefügt. Nach 1882 wurde das zweistöckige Wohngebäude nach Süden hin verlängert. Das Schloss ist in Privatbesitz und der Öffentlichkeit nicht zugänglich.

## Wirtschaft und Infrastruktur
Die Wirtschaft der Gemeinde ist überwiegend landwirtschaftlich orientiert. 

### Verkehr
Bivès ist über die Routes départementales 558 und 654 erreichbar.